# Kom, Helge Ande, med ditt ljus
Kom, Helge Ande, med ditt ljus är en psalm av Johan Hjertén som skrevs 1814 eller anges vara troligare 1834. Psalmen bearbetades av Johan Alfred Eklund 1914. Melodin är en tonsättning av Oscar Blom från 1916.
Eklunds bearbetning innebär att texten blev fri för publicering 2015.

## Publicerad som
- Nr 530 i Nya psalmer 1921, tillägget till 1819 års psalmbok under rubriken "Kyrkan och nådemedlen: Kyrkans och hennes uppgift".
- Nr 166 i 1937 års psalmbok under rubriken "Kyrkan".